# Samsung Galaxy M20
Samsung Galaxy M20 — смартфон середньо-бюджетного рівня, розроблений Samsung Electronics, що входить до серії Galaxy M. Його особливістю став великий на час випуску об'єм акумулятора. Був представлений 28 січня 2019 року разом із Samsung Galaxy M10.

## Дизайн
Передня панель виконана зі скла, а корпус — з глянцевого пластику.
За дизайном Galaxy M20 схожий на Galaxy M10.
Знизу знаходяться роз'єми 3,5 мм аудіо і USB-C, мікрофон та динамік, а зверху — додатковий мікрофон. Зліва розміщений слот під 2 SIM-картки і карту пам'яті формату microSD до 512 ГБ. Справа розміщені гойдалка регулювання гучності та кнопка блокування. Ззаду розташовані острівець подвійної камери, LED-спалах та сканер відбитків пальців 
Galaxy M20 продавався в кольорах Ocean Blue (синій) та Charcoal Black (чорний).

## Технічні характеристики

### Апаратне забезпечення
Galaxy M20 отримав систему на кристалі Exynos 7904. Пристрій продавався в конфігураціях 3/32 та 4/64 ГБ.
Акумуляторна батарея отримала об'єм 5000 мА·год та підтримку швидкої зарядки на 15 Вт.
Пристрій має 6,3-дюймовий екран Infinity-V (з V-подібним вирізом) типу PLS LCD з роздільною здатністю Full HD+ (2340 × 1080), щільністю пікселів 409 ppi та співвідношенням сторін 19,5:9.
Galaxy M20 отримав основну подвійну камеру з основним об'єктивом на 13 Мп, діафрагмою f/1.9 та фазовим автофокусом і надширококутним об'єктивом на 5 Мп з діафрагмою f/2.2. Також пристрій отримав ширококутну фронтальну камеру на 8 Мп з діафрагмою f/2.0. Основна та передня камери вміють записувати відео в роздільній здатності до 1080p@30fps.

### Програмне забезпечення
Galaxy M20 був випущений на Android 8.1 Oreo з оболонкою Samsung Experience 9.5, яка має подібні до One UI деякі елементи інтерфейсу. Пізніше смартфон був оновлений до One UI 2.5 на базі Android 10.